# Yuji Takahashi
Yuji Takahashi (高橋 祐治 Takahashi Yuji?), född 11 april 1993 i Shiga prefektur, är en japansk fotbollsspelare.
Takahashi började sin karriär 2012 i Kyoto Sanga FC. 2012–2013 blev han utlånad till Brisbane Roar FC. 2015 blev han utlånad till Kamatamare Sanuki. 2018 flyttade han till Sagan Tosu.